# 沢村慎太朗
沢村慎太朗（さわむら しんたろう、1962年2月24日 - ）は、日本の自動車評論家。

## 来歴・人物
東京都台東区生まれ。実家は和菓子屋を営んでいた。早稲田実業高等部、早稲田大学第一文学部美術史学卒業。
編集の仕事を経た後、自動車評論家として独立した。オートカー・ジャパンの創刊の際には1年間の約束で編集部に所属していた。2008年10月には、パオロ・スタンツァーニといった著名なエンジニア等への独自取材で得た情報を元に、長年のスーパーカー研究の集大成として『スーパーカー誕生』を著した。2011年7月からはメールマガジンである「沢村慎太朗FMO」を開始し、その一部は『午前零時の自動車評論』シリーズとしてまとめられている。文芸評論家の福田和也は『午前零時の自動車評論』を高く評価し、沢村を「自動車評論界の小林秀雄」と絶賛した。
月に一度ほどメールマガジンの読者限定のトークイベントを森慶太と共に行っている。以前は大学の専攻である美術史を活かし、グッドデザイン賞審査委員も務めていた。

## 愛車遍歴
- 過去のオートカー・ジャパンの連載によれば、足車は格安中古車を中心に、40台近く乗り継いできた模様。 確認できる範囲では、親と共同所有のセリカを皮切りに、その後アルファロメオ スパイダー、NAロードスター　ハードトップ、RX-7（FD）、ボルボ 960、E30　318iカブリオレ（バウア社製）、ホンダ　プレリュード、P10　日産プリメーラ、W202　メルセデスベンツ C220、シトロエン　エグザンティア、E30 BMW320i、W210 メルセデスベンツE320、VW　ゴルフ5 GTIなど。
- また、足車とは別にフェラーリ 328 を3台乗り継ぎ、沢村自身の設計による特注のダンパーを入れて理想の乗り味を追求したりもしていた。
- 現在は所有車をすべて手放してしまった模様

## 著書
- 『スーパーカー誕生』（文踊社、2008年10月、のち文春文庫）
- 『巨匠が愛したフェラーリ 女優が恋したモーガン』（三栄書房、2010年11月）
- 『午前零時の自動車評論』（文踊社、2012年4月）
- 『午前零時の自動車評論2』（文踊社、2012年7月）
- 『午前零時の自動車評論3』（文踊社、2012年10月）
- 『午前零時の自動車評論4』（文踊社、2013年2月）
- 『午前零時の自動車評論5』（文踊社、2013年6月）
- 『自動車小説』（文踊社、2013年8月）
- 『午前零時の自動車評論6』（文踊社、2014年2月）
- 『午前零時の自動車評論7』（文踊社、2014年6月）
- 『午前零時の自動車評論8』（文踊社、2014年12月）
- 『午前零時の自動車評論9』（文踊社、2015年4月）
- 『午前零時の自動車評論10』（文踊社、2015年12月）
- 『自動車問答』（文踊社、2016年4月）
- 『午前零時の自動車評論11』（文踊社、2016年8月）
- 『午前零時の自動車評論12』（文踊社、2016年12月）
- 『軽トラの本』（三栄書房、2017年5月）